# ゲキドライヴ
『ゲキドライヴ（GEKI DRIVE）』は、２輪駆動の小型動力付き自動車模型。開発・発売は、バンダイ。運営は、GDA（GEKI DRIVE Association：ゲキドライヴアソシエーション）

## 概要
小型動力（モーター）を搭載した２輪駆動のプラモデル。単4形乾電池を動力源として専用コース内を走行するレーシングホビー。マシン形状は、専用コースが幅広のフリーレーンとなっており車同士の接触がある為、タイヤがフェンダーで覆われた箱型となっている。

## ラインナップ

### GDマシンシリーズ
| シリーズ番号 | 商品名                     | 発売日         |
| ------------ | -------------------------- | -------------- |
| GD-001       | ドラゴンゲイル             | 2016年01月23日 |
| GD-002       | ナイトクーガー             | 2016年01月23日 |
| GD-003       | バーストフェネクシオン     | 2016年01月23日 |
| GD-004       | ブレインジェミナス         | 2016年02月20日 |
| GD-005       | ルークスカヴァーン         | 2016年03月19日 |
| GD-006       | ブランカティグロ           | 2016年04月16日 |
| GD-007       | スーパーブラディオン       | 2016年06月18日 |
| GD-008       | ドラゴンツイスター         | 2016年07月16日 |
| GD-009       | イニヴェロクーガー         | 2016年08月11日 |
| GD-010       | プロミネンスフェネクシオン | 2016年10月22日 |
| GD-011       | シュバルツドラゴン         | 2016年12月10日 |
| GD-012       | ドラゴンツイスターゼロ     | 2017年02月18日 |

### カスタムパーツシリーズ
| シリーズ番号 | 商品名                                          | 発売日         |
| ------------ | ----------------------------------------------- | -------------- |
| CP-001       | パワーカスタムモーター                          | 2016年01月23日 |
| CP-002       | ハイスピードギヤセット(3.25:1)                  | 2016年01月23日 |
| CP-003       | タイヤホイルセット01(24/24)                     | 2016年01月23日 |
| CP-004       | レーシングギヤオイル                            | 2016年01月23日 |
| CP-005       | タイヤホイルセット02(25/25)                     | 2016年02月20日 |
| CP-006       | フロントバンパーセット01(3アングル)             | 2016年02月20日 |
| CP-007       | タイヤホイルセット03(23/26 ワイド)              | 2016年03月19日 |
| CP-008       | フロントユニット01 ダブルシャフト               | 2016年03月19日 |
| CP-009       | サイドシールドセット01                          | 2016年04月16日 |
| CP-010       | タイヤホイルセット04(25/26)                     | 2016年05月21日 |
| CP-011       | レブカスタムモーター                            | 2016年06月18日 |
| CP-012       | リアバンパーセット01 スタビライザー             | 2016年06月18日 |
| CP-013       | ハイトルクギヤセット(3.75:1)                    | 2016年07月16日 |
| CP-014       | タフシャフト                                    | 2016年07月16日 |
| CP-015       | フロントユニット02 ステアリングセット           | 2016年07月16日 |
| CP-016       | タイヤホイルセット05(24/25 ワイド)              | 2016年08月11日 |
| CP-017       | レーシングメッシュ                              | 2016年08月11日 |
| CP-012-RD    | リアバンパーセット01 スタビライザー(レッドVer.) | 2016年09月17日 |
| CP-018       | タイヤホイルセット06(25/26 テーパー)            | 2016年09月17日 |
| CP-019       | サイドシールドセット02                          | 2016年10月22日 |
| CP-020       | フロントバンパーセット02(エアロ)                | 2016年11月19日 |
| CP-010-BK    | タイヤホイルセット04(25/26) ブラックVer.        | 2016年12月10日 |
| CP-021       | タイヤホイルセット07 ジャイロホイル             | 2017年01月21日 |
| CP-022       | センターユニット01 ローマウントバッテリー       | 2017年02月18日 |

### GDセットシリーズ
| シリーズ番号 | 商品名                                      | 発売日         |
| ------------ | ------------------------------------------- | -------------- |
| ―            | ドラゴンツイスター クイックスピードカスタム | 2016年07月16日 |
| ―            | ドラゴンツイスター 走太郎カスタムDXセット   | 2016年11月19日 |

### レースウェイシリーズ
| シリーズ番号 | 商品名                   | 発売日         |
| ------------ | ------------------------ | -------------- |
| RC-01        | マスタースピードウェイ   | 2016年01月23日 |
| RC-02        | ハイスピードレースウェイ | 2016年02月03日 |

### カスタムギアシリーズ
| シリーズ番号 | 商品名                                | 発売日         |
| ------------ | ------------------------------------- | -------------- |
| CG-001       | レーシングキャリーケース              | 2016年01月23日 |
| CG-002       | レーシングキャリーケース ブラックVer. | 2016年11月19日 |

### スペシャルシリーズ
| シリーズ番号 | 商品名                                              | 発売日         |
| ------------ | --------------------------------------------------- | -------------- |
| GD-000       | ドラゴンゼロ（非売品 キャンペーン品）               | 2016年01月23日 |
| GD-001-SP    | ドラゴンゲイル シルバーメッキVer.（イベント限定品） | 2016年01月23日 |

## 公式大会

### ゲキドライヴ ジャパンサーキット2016 Spring
- 開催日：2016年3月19日～4月9日(4会場：名古屋、大阪、東京、福岡)
- レースウェイ：ロングオーバルレースウェイ

#### 名古屋大会
- 開催日：2016年03月19日
- 開催地：イオンモールナゴヤドーム前（愛知県名古屋市）
- 優勝マシン：ゲキレーサークラス　ドラゴンゼロ

#### 大阪大会
- 開催日：2016年03月26日
- 開催地：イオンモール鶴見緑地（大阪府大阪市）
- 優勝マシン：ゲキレーサークラス　ドラゴンゼロ

#### 東京大会
- 開催日：2016年04月02日
- 開催地：イオンレイクタウンkaze（埼玉県越谷市）
- 優勝マシン：ゲキレーサークラス　ナイトクーガー

#### 福岡大会
- 開催日：2016年04月09日
- 開催地：イオンモール直方（福岡県直方市）
- 優勝マシン：ゲキレーサークラス　ドラゴンゲイル

### ゲキドライヴ ジャパンサーキット2016 GW
- 開催日：2016年4月29日～5月7日(3会場：SUZUKA、大阪、東京)
- レースウェイ：ロングオーバルレースウェイ with ジャンプゾーン
- この大会から、小学生未満を対象としたジュニアクラスが設立された。

#### SUZUKA大会
- 開催日：2016年04月29日(金・祝)
- 開催地：鈴鹿サーキット（三重県鈴鹿市）
- 優勝マシン：
- ゲキレーサークラス　ドラゴンゲイル
  - ジュニアクラス　ナイトクーガー

#### 大阪大会
- 開催日：2016年05月1日(日)
- 開催地：イオンモール大日（大阪府守口市）
- 優勝マシン：
  - ゲキレーサークラス　ルークスカヴァーン
  - ジュニアクラス　ドラゴンゲイル

#### 東京大会
- 開催日：2016年05月07日(土)
- 開催地：イオンモール幕張新都心（千葉県千葉市）
- 優勝マシン：
  - ゲキレーサークラス　ブランカティグロ
  - ジュニアクラス　ドラゴンゼロ

## 題材作品

### 漫画
- 激レーサー走太郎!!　作者：おおばあつし（2015年11月 - 2017年1月）（小学館 『月刊コロコロコミック』にて連載）（全3巻）

### 団体
GDA（GEKI DRIVE Association：ゲキドライヴアソシエーション）
「GEKI-Race（ゲキレース）」をプロモートする目的にて発足。同レースを中心としたGDマシン及びレースの統括・主催・興業を行う団体

### 人物
メカニックマイスター M2
ゲキドライヴキャラクター　GDA所属メカニック。ゲキドライヴの企画・開発担当
衝ゲキレーサー ちへい
ゲキドライヴキャラクター　ゲキドライヴ公式イベントに出演。ゲキ速レーサー コーヘイとは仲間でありライバル。
ゲキ速レーサー コーヘイ
ゲキドライヴキャラクター　ゲキドライヴ公式イベントに出演。衝ゲキレーサー ちへいとは仲間でありライバル。
実況 Gキバヤシ
ゲキドライヴキャラクター　ゲキドライヴ公式イベントに出演。イベントで実況・MCを担当。
てらぴっぴ
GDA所属。新人
ウイング寺尾
GDA所属。主任
おおばあつし
まんが『激レーサー走太郎!!』の作者。

## コラボレーション
- TOYOTA GAZOO Racing
- Panasonic 乾電池エボルタ